# ناقل 3 (فلم)
الناقل (3)  (بالإنجليزية: Transporter 3) هو فيلم حركة إنتاج سنة 2008، والجزء الثالث من سلسلة أفلام الناقل وأول فيلم لم تقم شركة فوكس للقرن العشرين بتوزيعه في الولايات المتحدة. حيث لعب كل من جيسون ستاثام وفرانسوا بريلاند دوري فرانك مارتن وتاركوني. هذا هو أول فيلم من إخراج أوليفييه ميجاتون في السلسلة. ويستمر الفيلم في عرض فصة فرانك مارتن، وهو سائق و«ناقل» محترف عاد إلى فرنسا لمواصلة عمله المحدود وهو تسليم الطرود (على أختلاف أنواعها) دون أسئلة.

## قصة الفيلم
تم الضغط على فرانك مارتن (جيسون ستاثام) ليقوم بعملية توصيل بالأشتراك مع فالنتينا (ناتاليا رودكوقا) وهي أبنة ليونيد فاسيليف (جيروين كرابه) المخطوفة والذي كان يعمل كرئيس لوكالة حماية البيئة بأوكرانيا وكما سيتضح لاحقا، أن الهدف الأساسي من هذه العملية هو إيصال الفتاة. يحمل كل من مارتن وفالنتيا جهاز على معصمه ينفجر بمجرد ان يبعد حامله عن السيارة لمسافة أكثر من 75 قدما (22.86 متر). وقد كان على فرانك مارتن أن يسافر من مرسيليا عبر ميونخ وبودابست حتى يصل في النهاية إلى اوديسا على البحر الأسود. وبمساعدة من المفتش فرانسوا بريلاند (تاركوني)، كان على فرانك أن يؤكد قدرته على إتمام المهمة والتعامل مع الوكلاء التي بعثت بهم الحكومة الأوكرانية لاعتراض طريقه، وبصفة عامة الراكبة التي لم تكن منعاونه معه.
تعتقد فالنتينا أنها في طريقها للموت فتبدأ في أخذ المخدرات والكحول حتى تشعر بتحسن واستمتاع للمرة الأخيرة!! وبرغم أن فرانك لم يكن راضيا عن هذا، لأن كليهما يجب أن يظل مستيقظا. فقد بدأ فرانك وفالنتينا يحبان بعضهما أثناء هروبهم من المواقف المختلفة التي كانت تهدد حياتهما.
يستمر فرانك في قيادته للسيارة الساحرة، أودي A8 6.0 W12، وإن كانت هناك ادعاءات بأن السيارة كانت معدة خصيصا للفيلم، ولا يمكن شراؤها اليوم.

## طاقم الممثليين
- لعب جيسون ستاثام دور فرانك مارتن
- لعب فرانسوا بريلاند دور المفتش تاركوني
- لعبت ناتاليا راداكوفا دور فالنتينا فاسيليف
- لعب جوستين هودجرز هول دور هوراشيو [1]
- لعب ايريك ادوانو دور أيس[1]
- لعب روبرت كنيبر دور جونسون
- لعب جيروين كرابيه دور ليونيد فاسيليف
- لعب ديفيد اتراشي دور مالكولم مانفلين

### ناتاليا رادوكوفا
شاهد لوك بيسون ناتاليا رادوكوفا في الشارع بنيويورك عندما كانت تسرع إلي عملها في صالون للشعر وقام بدفع 25 درس في باريس لمدة ستة أشهر قبل أن تتلقى ناتاليا الدور. وفد أعجب روجر إيبرت بجمالها والنمش الكثير الذي كانت تمتلكه. وقداعتقد كثير من النقاد المحترفين ان مستوي تمثيل ناتاليا كان من نقاط ضعف الفيلم.

## إصدارات الدي في دي والبلو راي
تم إصدار ناقل (3) على دي في دي وبلو راي في 10 مارس، 2009 في الولايات المتحدة. واحتوي قرص الدي في دي الواحد على الفيلم بإصدار الشاشة العريضة (Widescreen) والشاشة الكاملة (Fullscreen). بينما تم تحميل النسخة الرقمية على 2 قرص دي في دي محمل بالكامل والني لن تكون هذه النسخة متوفرة على القرص الواحد. وسيتم إصدار النسخة الرقمية أيضا على بلو راي 2-ديسك وقد بيع 1.108.030 وحدة، ليصل إجمالي الإيرادات إلى $ 19,707,976.

## الإنتاج
كان من المتوقع ان يستمر التصوير لمدة 16 أسبوعا، في فرنسا وروسيا وقد تم التصوير أبصا في أوديسا بأوكرانيا.

## القبول
تلقى الفيلم آراء معظمها سلبية من النقاد. فلقد حصل الفيلم على 36 ٪، على أساس 98 صوت، وتقديرا متوسط 4.8 من أصل 10 على موقع الطماطم الفاسدة.
و قد اتفقت الآراء على أن الفيلم «مستواه متوسط نسبة إلى سلسلة الناقل الممتازة حيث جاء هذا الفيلم متأخرا عن سابيقه من هذه السلسلة، حيث يعرض بعض المشاهد المثيرة (الأكشن) ومفتقر إلى الطاقة.»  وحصل الفيلم على 51 ٪ على أساس 26 صوت  على موقع ميتاكريتيك
جاء الفيلم في المركز 7 في أسبوعه الأول بإيرادات وصلت حتى 12 مليون دولار. وبحلول آذار / مارس 12، 2009 وصلت إيرادات الفيلم إلى 31.7 مليون دولار في الولايات المتحدة وكندا و68.9 مليون دولار في الدول الأجنبية بالإجمالي 100,687,724 دولار في جميع أنحاء العالم، مما يجعله أعلى الأجزاء إيرادات في ثلاثية الناقل وكذلك أول فيلم باسم جيسون ستاثام يصل إلى حالة البلوك باستر. 

## وصلات خارجية
- الموقع الرسمي
- مقالات تستعمل روابط فنية بلا صلة مع ويكي بيانات